# Энделадзе, Звиад Виталович
Звиа́д Вита́лович Эндела́дзе (груз. ზვიად ენდელაძე; 7 апреля 1966, Адигени, Грузинская ССР, СССР) — советский и грузинский футболист, нападающий. Лучший бомбардир европейских чемпионатов 1996 года.

## Карьера
Звиад Энделандзе начинал свой футбольный путь в команде «Зарзма» из посёлка Адигени, игравшей на первенство Грузинской ССР.
В 1988 приглашен в клуб 2-й лиги «Металлург» (Рустави), где провел 2 сезона.
С выходом грузинских команд в начале 1990 года из чемпионата СССР стал играть в грузинском чемпионате. В 1990—1991 играл за «Саирме». В сезоне 1991/92 играл за «Самтредиа», где раскрылись его бомбардирские качества — забивал в каждом 2-м матче, 18 голов в 36 играх высшей лиги Грузии.
С 1992 года играл за «Маргвети» из Зестафони. В сезоне 1995/96, забив 40 мячей в чемпионате Грузии, стал лучшим бомбардиром лиги. С таким показателем он стал бы обладателем «Золотой бутсы», если бы традиция награждать лучшего бомбардира не была приостановлена в 1991 году.
В 1996—1997 годах играл в первой российской лиге за «Луч» (Владивосток).
Перед началом сезона 1997/98 вернулся в Грузию, играл за «Одиши», «Маргвети», «Металлург» (Зестафони), «Гурию» и «Чхеримелу».

## Достижения
- Серебряный призёр и лучший бомбардир (40 мячей) чемпионата Грузии 1995/96
- Золотая бутса (1): 1996 (приз не вручался)